# Apoyo activo
El apoyo activo es una forma de trabajo que tiene como objetivo que las personas con discapacidad intelectual o del desarrollo aumenten su participación en actividades cotidianas de forma que vivan experiencias significativas. El apoyo activo implica escuchar y apoyar a una persona cómo quiere vivir su vida en la actualidad y en el futuro y proveer apoyo para aumentar su participación, elecciones y control sobre sus propias vidas. 
El aumento del nivel de participación de las personas, a su vez, produce una reducción de la frecuencia e intensidad de las conductas desafiantes. Esto consigue impactar de forma positiva en la calidad de la vida de las personas con discapacidad intelectual y quienes les rodean: familiares, profesionales, voluntariado o comunidad en general.
Se trata a la vez de una filosofía de un modelo de atención, un conjunto de prácticas de trabajo, una forma de capacitar al personal de apoyo y un método sistemático basado en evidencias. Se considera una forma de implementar los enfoques de trabajo centrados en la persona, el apoyo conductual positivo y la comunicación con personas de una manera que promueva su participación.

## Historia
El apoyo activo surgió en los años 80 en el Reino Unido. Las primeras iniciativas se realizaron en varias residencias inglesas. En ellas, se observó que las y los profesionales daban una atención más eficaz a las personas con discapacidad intelectual. De esa manera, consiguieron una mayor participación de éstas en actividades significativas.

## Participación
El pilar principal del apoyo activo es la participación. Las personas pueden involucrarse en actividades y relaciones de muy diferentes formas:
- Realizando toda o una parte de la actividad, interacción o tarea
- Tomando un rol de liderazgo
- Uniéndose como una o un participante activo
- Siendo involucrada en la conversación

Algunos ejemplos de participación pueden ser:
- La persona con discapacidad huele las especias que va a usar la persona de apoyo que cocina.
- La persona de apoyo habla a la persona con discapacidad mientras le lava los dientes, anticipándole cada parte de la tarea antes de hacerla.
- Para regar el jardín, la persona de apoyo acerca a la persona con discapacidad la manguera, quien la sostiene. Así riegan juntas el jardín
- La persona de apoyo deja frente a la persona con discapacidad el cepillo de pelo y espera para ver si la persona con discapacidad lo intenta coger

Ejemplos o síntomas de ausencia de participación en las vidas de las personas con discapacidad es no conocer qué actividad sucederá a continuación, esperar sentada o de pie siendo ignorada mientras el personal realiza sus tareas, pasear sin rumbo debido al aburrimiento, esperar en el coche porque lleva mucho tiempo salir y volver a entrar, no tener la oportunidad de ir a comprar y elegir tu propia ropa, balancearse, chasquear los dedos, esperar a que el personal haga las cosas antes de que los programas o actividades puedan comenzar, periodos largos de tiempo de inactividad o no poder participar en la toma de decisiones sobre la salud o estilo de vida.

## Beneficios
El apoyo activo ha demostrado resultados en las personas como los siguientes:
- Desarrollo de habilidades
- Aumento de competencias e independencia
- Oportunidades de relación e inclusión en la comunidad
- Modelado de comportamientos apropiados
- Reducción de conductas desafiantes
- Mitigar el impacto de enfermedades mentales, incluida la depresión y ansiedad

El personal de apoyo y las y los proveedores de servicios también se benefician con ventajas como las que siguen:
- Interacciones significativas con personas con discapacidad
- Ambiente de trabajo más feliz y agradable
- Se incorporan en una cultura de trabajo de apoyo
- Ambiente de trabajo más seguro
- Reducción de bajas por enfermedad y lesiones relacionadas con el comportamiento desafiante